# Joos de Momper (II)
Joos de Momper de Jonge (Antwerpen, 1564 – aldaar, 5 februari 1635) was een Zuid-Nederlands kunstschilder van landschappen en marines. Soms wordt als voornaam ook Josse of Jan geschreven.

## Leven
Joos de Momper stamde uit een schildersfamilie en hij leerde het vak bij zijn vader Bartholomeus. Er wordt verondersteld dat Joos de Momper in de jaren 1580 een reis naar Italië heeft gemaakt. In 1590 trad hij in Antwerpen in het huwelijk; zijn drie zoons zouden ook tot schilder worden opgeleid.

## Werk
Joos de Momper schilderde panoramische landschappen geheel in de Vlaamse traditie. De horizon ligt hoog en het is alsof men in vogelvlucht over het landschap kijkt. Door middel van een coulisseachtige opbouw en door het toepassen van het atmosferisch perspectief (bruine voorgrond, groen middenplan, blauw verschiet) wordt diepte in het schilderij aangebracht. Een fraai voorbeeld zijn De vier seizoenen, waarvoor Jan Brueghel I de figuren schilderde. In meer van zijn geschilderde landschappen werkte De Momper voor de stoffage samen met andere meesters, zoals Frans Francken (II) en Sebastiaen Vrancx.
In De Mompers vroege werken is de invloed van Pieter Brueghel de Oude te merken, naast die van Paul Bril en Lodewijk Toeput. Zijn latere werken wijzen vooruit naar de monumentale landschapcomposities die in de zeventiende eeuw werden geschilderd. Zijn laatste werken worden echter gekenmerkt door een eenvoudige compositie; hij schildert dan vooral nog dorpsgezichten.

## Galerij

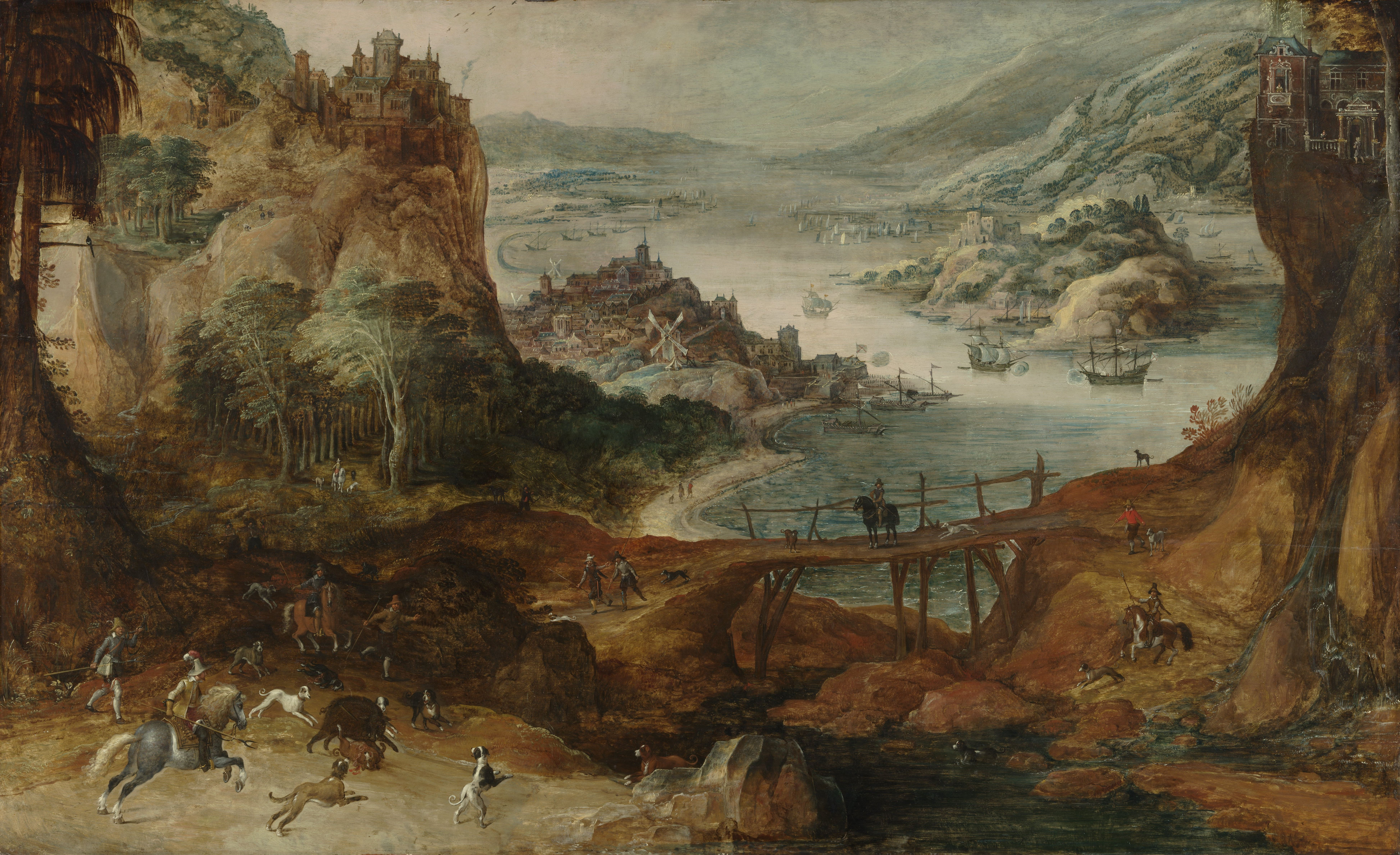
Rivierlandschap met everzwijnjacht, ca. 1590-1635, Rijksmuseum Amsterdam
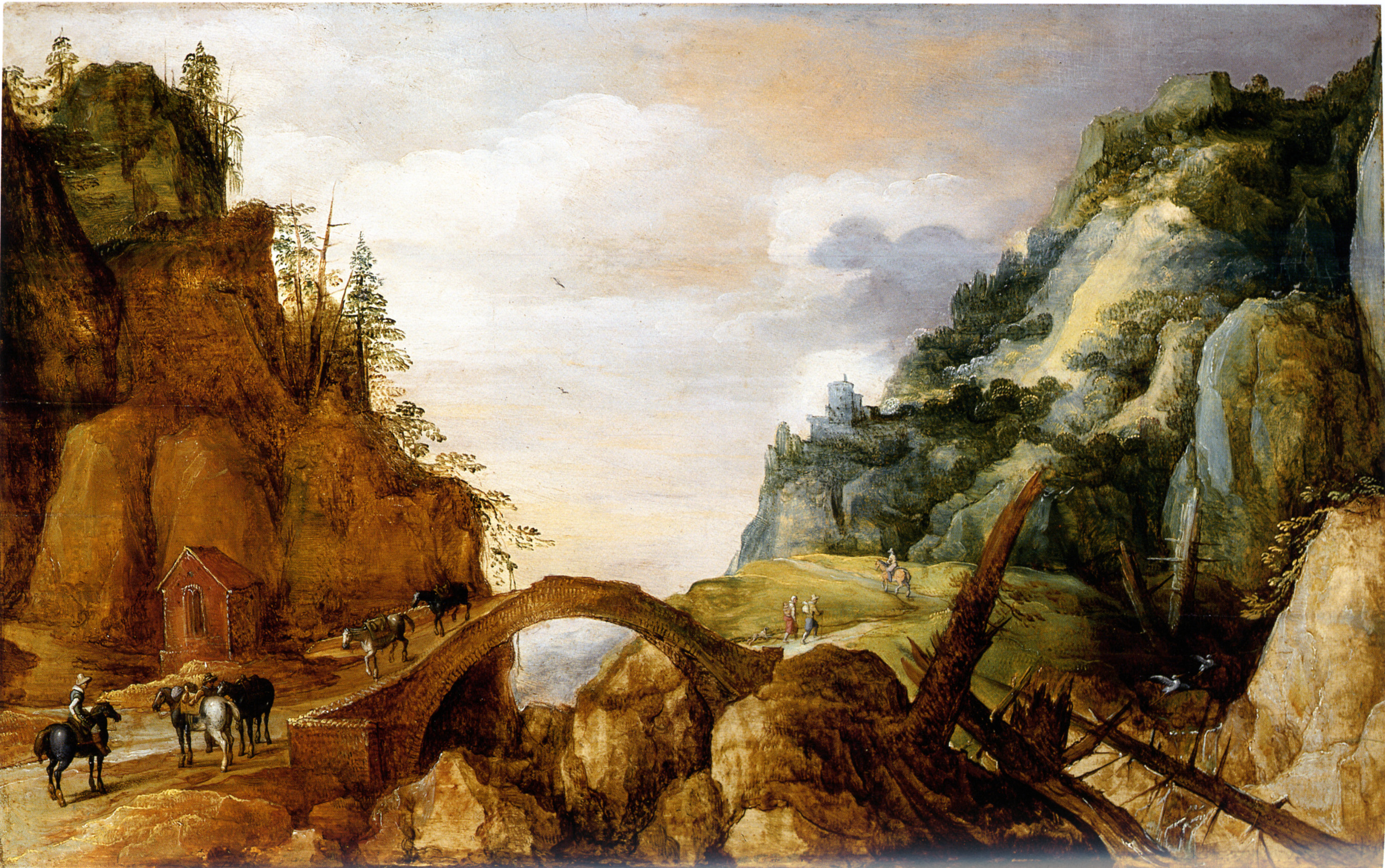
Berglandschap (met Jan Brueghel de Oude)
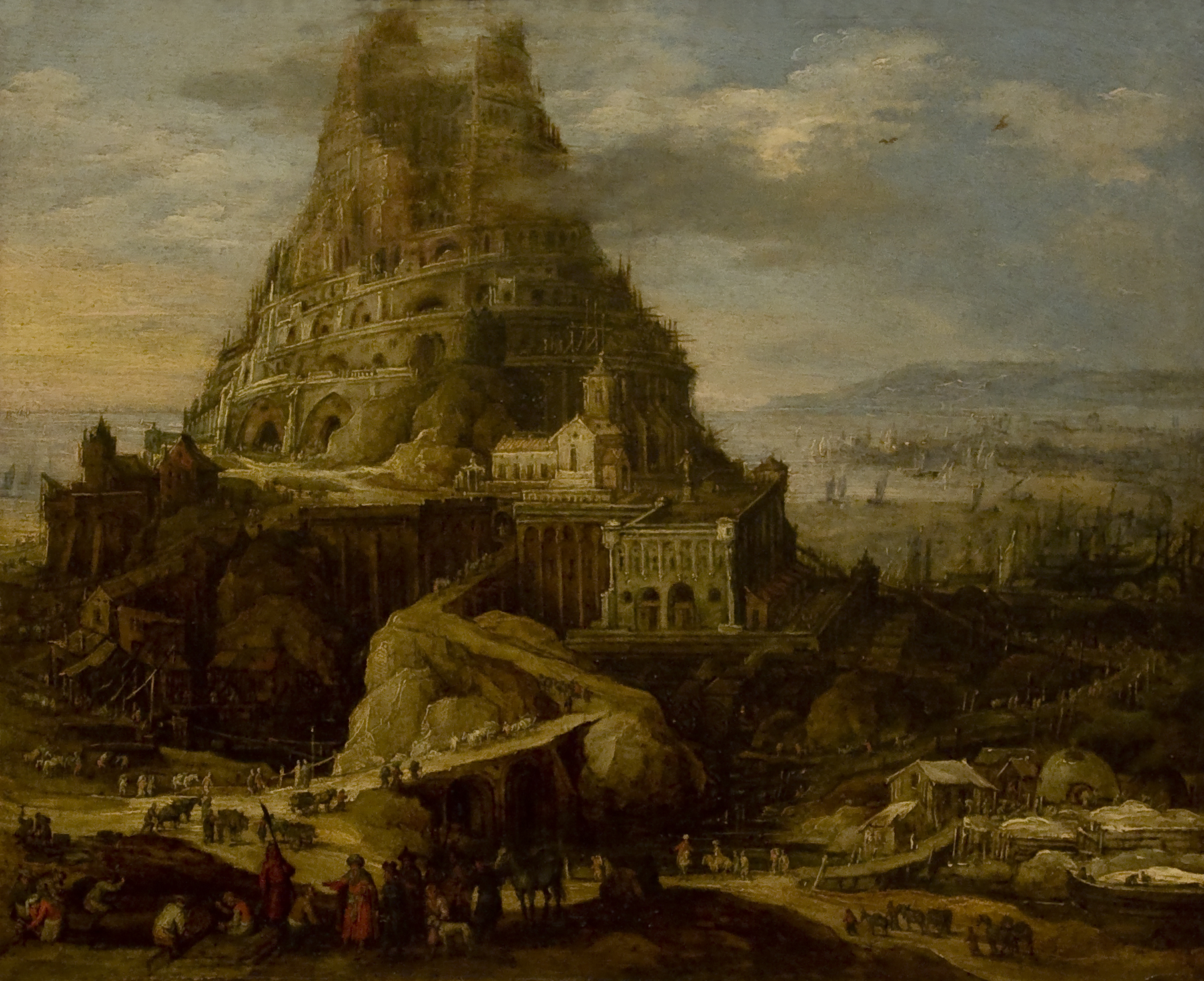
Toren van Babel, ca. 1595-1605, Museu Nacional de Arte Antiga, Lissabon
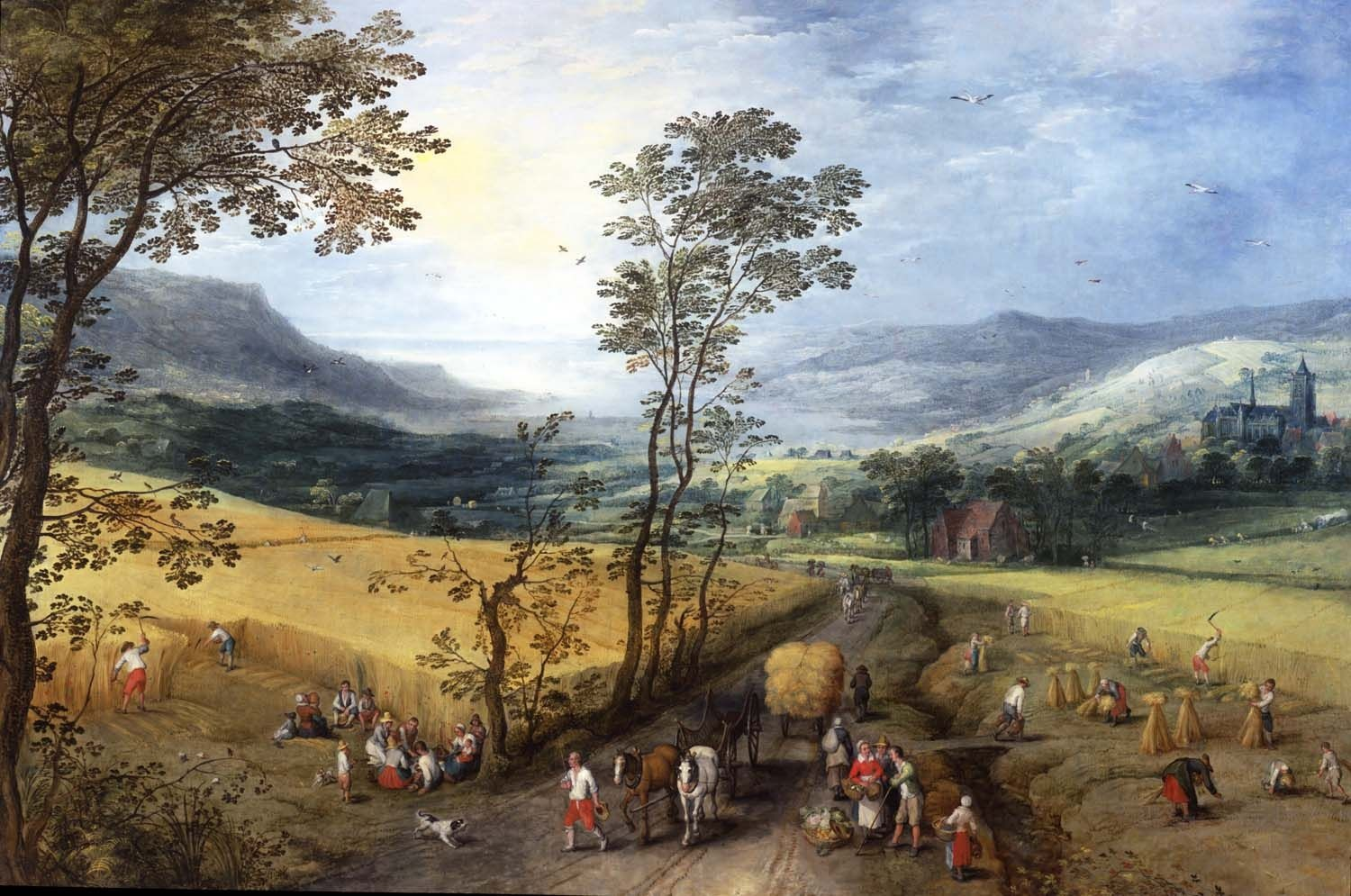
Zomers landschap met oogsters, 1610, Toledo Museum of Art, Toledo, OH (met Jan Brueghel de Oude)
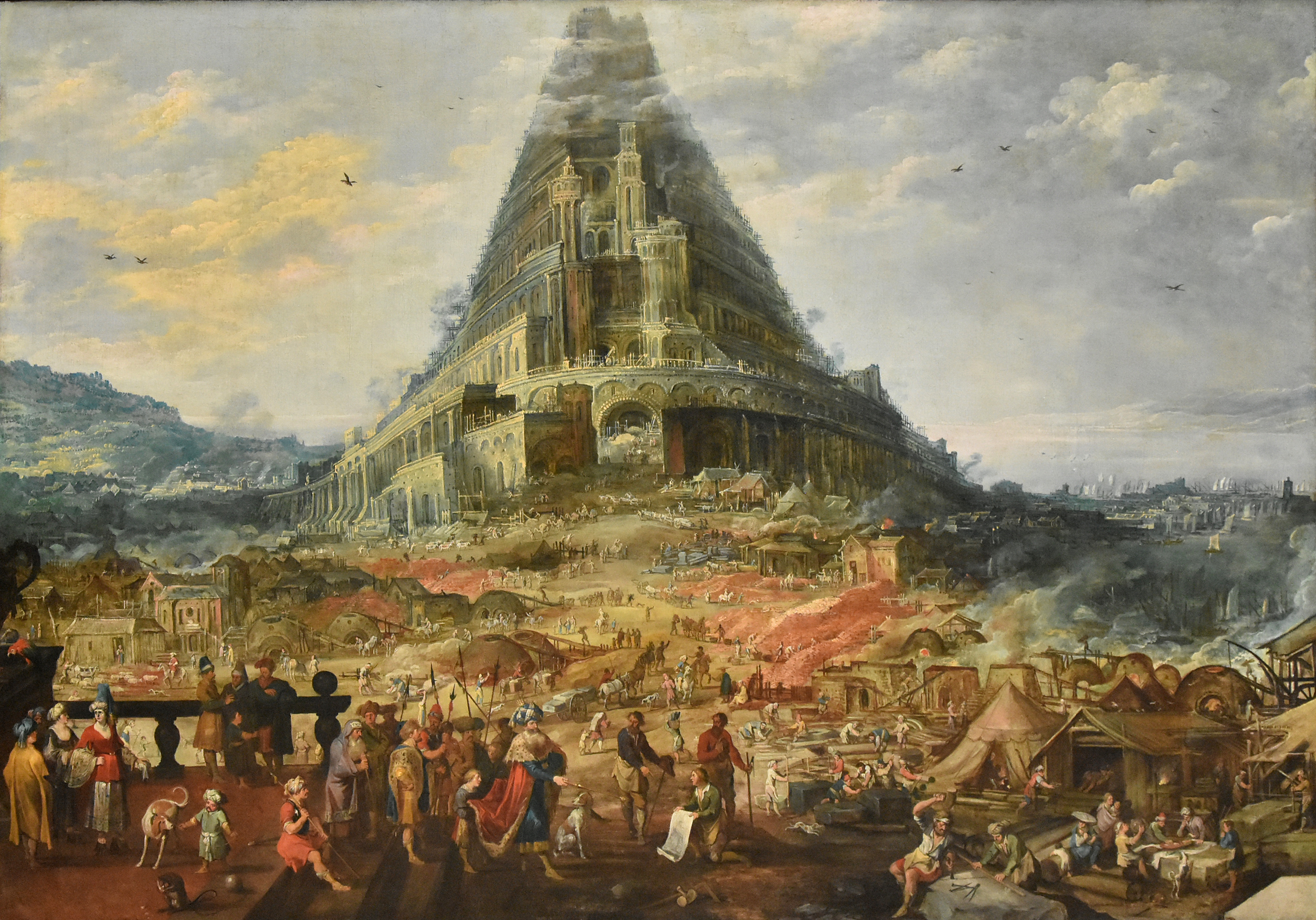
Toren van Babel, KMSKB (met figuren van Frans Francken)
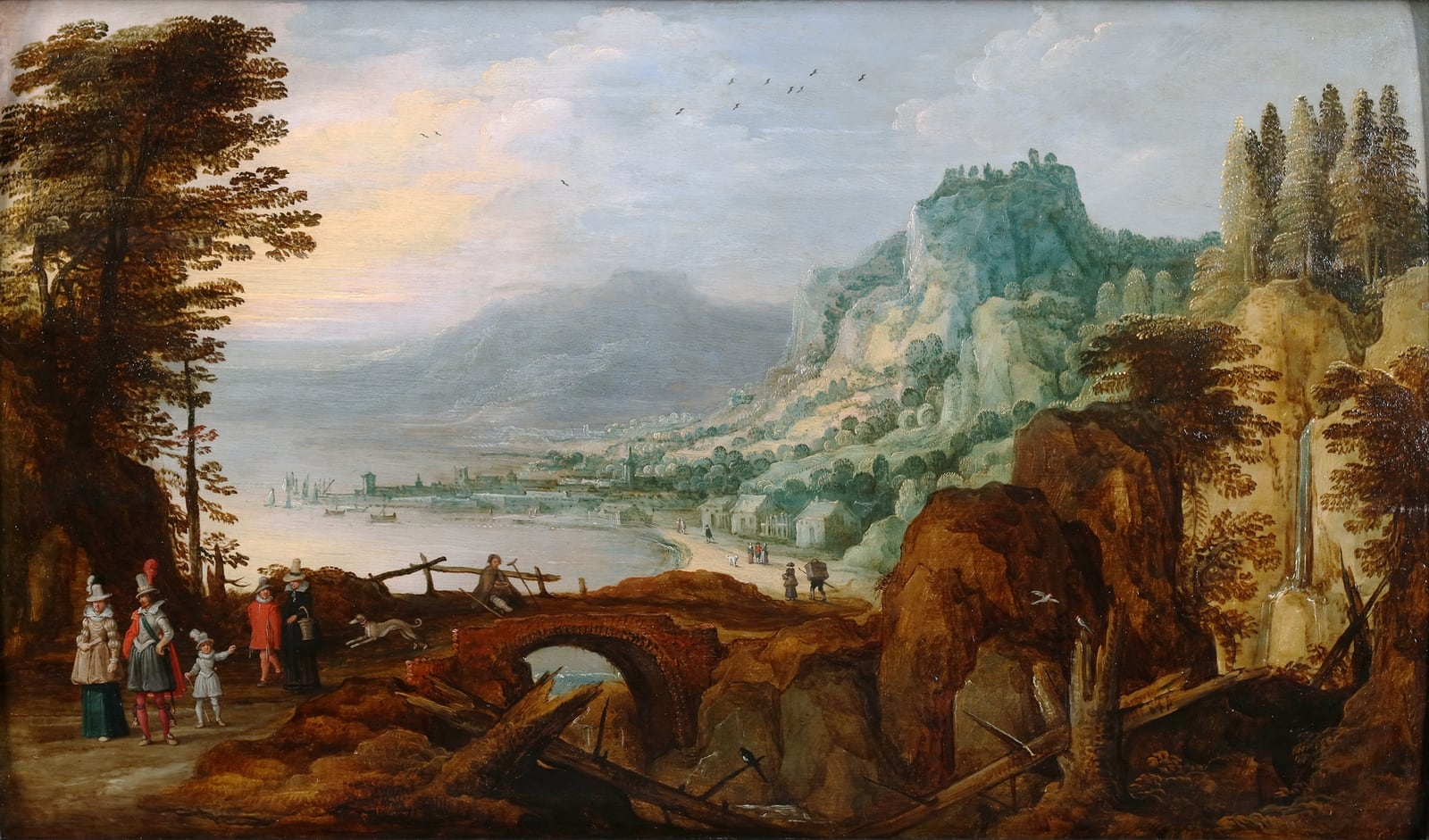
Uitgestrekt landschap met adellijke figuren, (met Sebastiaen Vrancx)
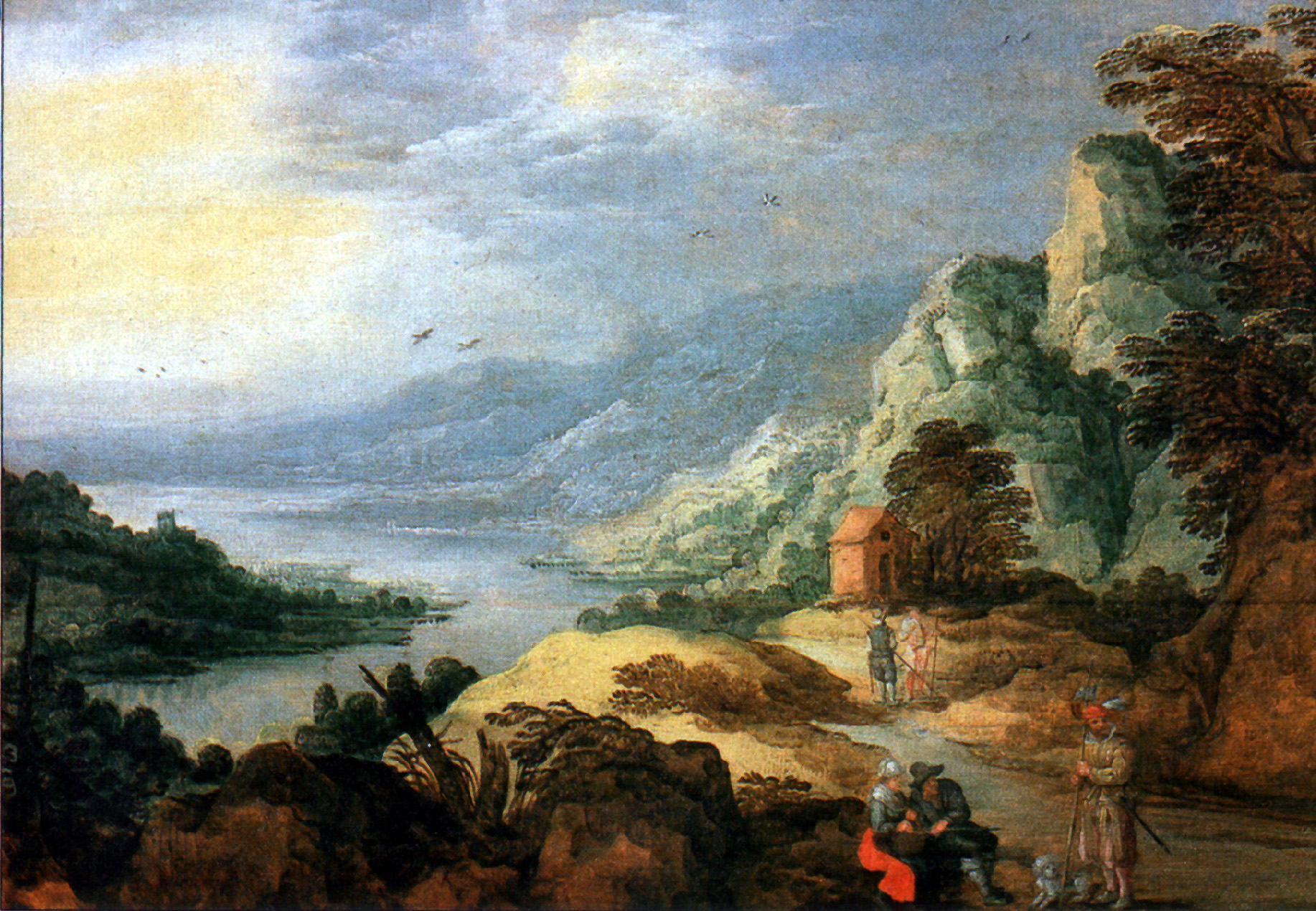
Rivierlandschap
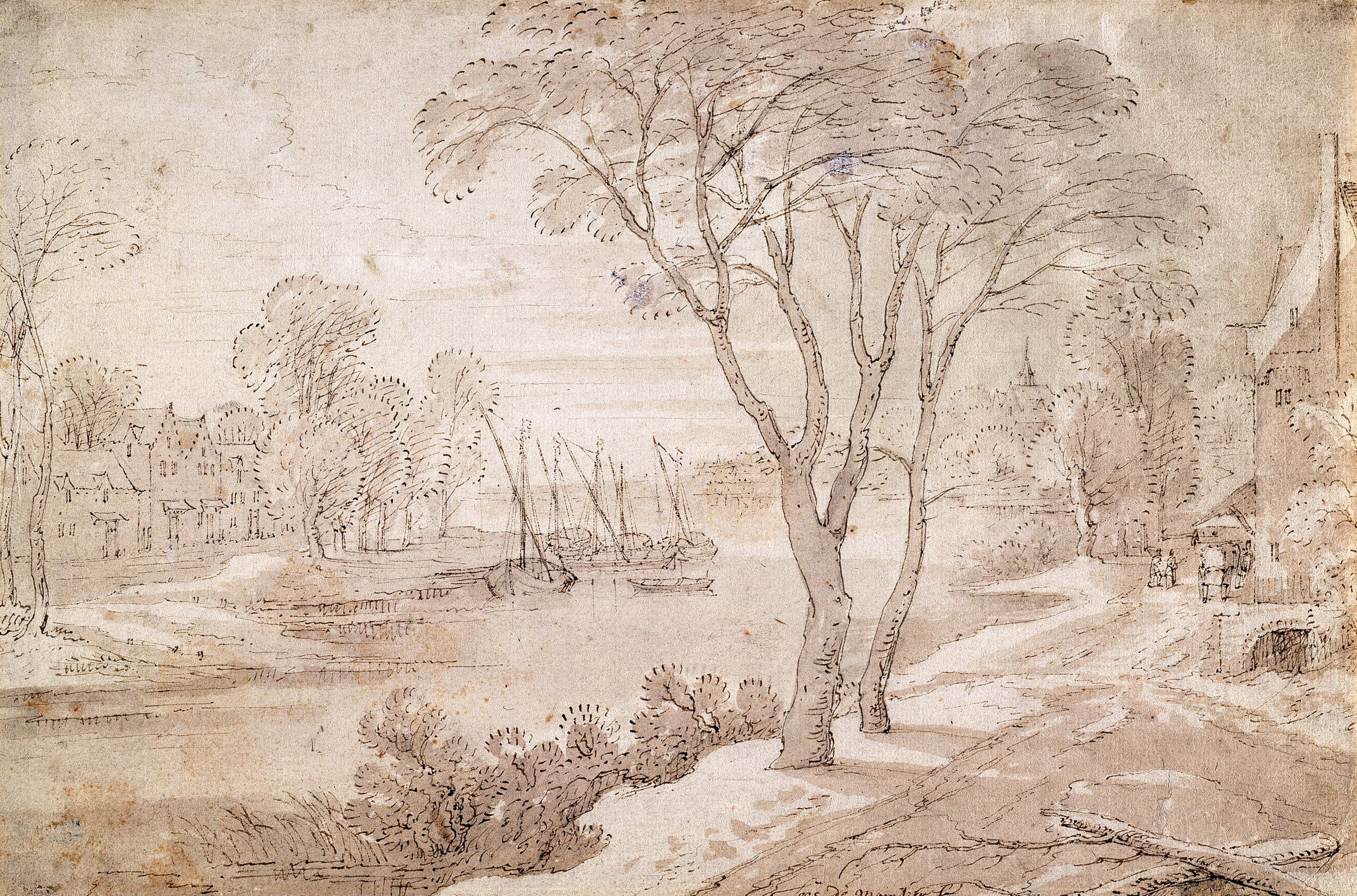
Rivierlandschap, Museum voor Schone Kunsten, Gent